# Tablespace
In informatica un tablespace (in italiano letteralmente: spazio della tabella) è un luogo d'archiviazione dove vengono tenuti gli oggetti di una base di dati correlati ai dati fisici.
Fornisce un livello di astrazione tra i dati fisici e i dati logici e serve ad allocare memoria per tutti i segmenti (un oggetto della base di dati che occupa uno spazio fisico come i dati di una tabella e gli indici) gestiti dal DBMS.
Una volta creato, ci si riferisce al tablespace con un nome.
Specifica solo le locazioni di memoria non la struttura logica della base di dati o lo schema logico.
Oggetti differenti nello stesso schema possono avere tablespace differenti correlati e un tablespace può servire più segmenti per uno schema.
Usando una tablespace un amministratore può controllare la struttura del disco di una installazione, o per ottimizzare le prestazioni.